# Fırat Çelik
Fırat Çelik (ur. 25 marca 1981 w Ostfildern) – turecko-niemiecki aktor filmowy i telewizyjny. 

## Życiorys

### Wczesne lata
Urodził się w Ostfildern, w Niemczech jako syn tureckich imigrantów. Gdy miał dwa lata, jego rodzice powrócili do Turcji. Kiedy miał 9 lat, jego rodzina wyemigrowała do Francji i osiedliła się na przedmieściach Champigny-sur-Marne. 

### Kariera
W wieku 19 lat rozpoczął pracę jako model i występował w reklamach. Brał lekcje aktorstwa, także pod kierunkiem reżysera teatralnego Thierry'ego Harcourta.

## Wybrana filmografia

### Filmy fabularne
- 2009: Witamy (Welcome) jako Koban
- 2011: Ay Büyürken Uyuyamam jako Mert
- 2014: 8 Saniye jako Tayfun

### Seriale TV
- 2008: Famille d’accueil jako İlhan
- 2009: Kış Masalı jako Masum
- 2010-2011: Grzech Fatmagül (Fatmagül'ün Suçu Ne?) jako Mustafa Nalçin
- 2013: 20 Dakika jako Ozan Çevikoğlu
- 2014: Firuze jako Oğuz
- 2014-2015: Gönül İşleri jako Asrın
- 2015: Poyraz Karayel jako Mete Durukan

### Filmy krótkometrażowe
- 2016: La neige est blanche jako Victor
- 2017: Toprak jako Le père
- 2018: Blight jako Elias